# Káposztafélék
A káposztafélék (Brassicaceae) a keresztesvirágúak (Brassicales) rendjének egy családja.
Több konyhakerti (fejes káposzta, kelkáposzta, karalábé, retek, karfiol, brokkoli, bimbós kel, kínai kel, bordás kel, leves kel), illetve takarmánynövény (takarmánykáposzta, takarmányretek) mellett ebbe a családba tartozik a repce, számos gyógy- és fűszernövény (például a mustár, a torma, a kerti zsázsa) és több ismert gyom is.

## Elterjedés
A családba háromszáz nemzetség mintegy háromezer faját sorolják, képviselői megtalálhatók szerte a világon, a trópusoktól a szubarktikus övig. Számos fajukat termesztik étkezési céllal vagy olajnövényként. A legtöbb fajuk a mediterrán, illetve mérsékelt égövön, Ázsia középső, illetve délnyugati részén él.

## Jellemzők
Többnyire lágy szárúak. Leveleik többnyire szórtan állnak, pálhalevelük nincs. Négy csészelevél közt kereszt alakban négy sziromlevél nő, ami a keresztesvirágúak rendjére általában jellemző. Hat porzójuk közül kettő rövidebb a többinél. Felső állású magházuk két termőlevélből forr össze. Termésük, a becő, illetve becőke sajátos felépítésű, kétüregű toktermés, amelyben a magvak a két üreg közötti elválasztó hártyán (replum) ülnek. A becő legalább kétszer olyan hosszú, mint amilyen széles; a becőke közel olyan széles, mint amilyen hosszú. A termés a virágkocsány felől (alulról) két kopáccsal nyílik. Miután a termés két fele elszárad és lehullik (ehelyett egyes fajoknál két, egymagvú résztermésre esik szét), tengelyében a replum még sokáig megmaradhat. Magjuk fehérjét nem tartalmaz, a tartalék tápanyaguk olaj.

## Rendszerezés
A valódi kétszikűek rosids kládján belül az eurosids II kládba tartozik. Az APG III-rendszerben a korábban ide vont Cleomaceae, valamint a Capparaceae (vagy Capparidaceae) családot újra létrehozták, néhány nemzetséget leválasztva róluk.